# Młodzieżowe Indywidualne Mistrzostwa Wielkiej Brytanii na Żużlu 2009
Młodzieżowe indywidualne mistrzostwa Wielkiej Brytanii na żużlu – cykl turniejów żużlowych mających wyłonić najlepszych żużlowców brytyjskich do lat 21 w sezonie 2009. Tytuł wywalczył Lewis Bridger. 

## Finał
- Thurrock, 24 kwietnia 2009

| Msc. | Zawodnik        | Klub          | Pkt     |             |  |
| ---- | --------------- | ------------- | ------- | ----------- |  |
| 1    | Lewis Bridger   | Eastbourne    | 15 +3   | (3,3,3,3,3) |  |
| 2    | Tai Woffinden   | Wolverhampton | 10 +2+2 | (2,0,2,3,3) |  |
| 3    | Joe Haines      | Rye House     | 10 +3+1 | (3,2,w,2,3) |  |
| 4    | Ben Barker      | Coventry      | 13 +0   | (3,3,3,1,3) |  |
| 5    | Robert Mear     | Rye House     | 13 +1   | (2,3,3,3,2) |  |
| 6    | Josh Auty       | Sheffield     | 10 +0   | (2,3,1,3,1) |  |
| 7    | Simon Lambert   | Scunthorpe    | 9       | (3,2,3,1,0) |  |
| 8    | Kyle Hughes     | Plymouth      | 9       | (1,2,2,2,2) |  |
| 9    | Lee Smart       | Weymouth      | 8       | (1,1,2,2,2) |  |
| 10   | Jamie Courtney  | Rye House     | 6       | (1,1,1,1,2) |  |
| 11   | Mark Baseby     | Bournemouth   | 4       | (w,0,2,2,0) |  |
| 12   | Brendan Johnson | Isle of Wight | 4       | (0,2,1,0,1) |  |
| 13   | Paul Starke     | Plymouth      | 3       | (2,w,0,0,1) |  |
| 14   | Kyle Newman     | Bournemouth   | 2       | (w,1,0,0,1) |  |
| 15   | Ben Hopwood     | Isle of Wight | 2       | (0,u,1,1,0) |  |
| 16   | Charles Wright  | Workington    | 1       | (1,–,–,–,–) |  |
| 17   | rez. Ben Taylor | Birmingham    | 0       | (1,0)       |  |
| 18   | rez. Greg Blair | –             | 0       | (0,0)       |  |

## Bieg po biegu
1. Haines, Auty, Courtney, Johnson
2. Barker, Woffinden, Hughes, Baseby (w)
3. Bridger, Mear, Smart, Hopwood
4. Lambert, Starke, Wright, Newman (w)
5. Auty, Hughes, Smart, Starke (w)
6. Mear, Haines, Taylor, Woffinden
7. Bridger, Lambert, Courtney, Baseby
8. Barker, Johnson, Newman, Hopwood (w)
9. Bridger, Woffinden, Auty, Newman
10. Lambert, Hughes, Hopwood, Haines (w)
11. Barker, Smart, Courtney, Blair
12. Mear, Baseby, Johnson, Starke
13. Auty, Baseby, Hopwood, Taylor
14. Bridger, Haines, Barker, Starke
15. Mear, Hughes, Courtney, Newman
16. Woffinden, Smart, Lambert, Johnson
17. Barker, Mear, Auty, Lambert
18. Haines, Smart, Newman, Baseby
19. Woffinden, Courtney, Starke, Hopwood
20. Bridger, Hughes, Johnson, Blair
21. Baraż o dwa miejsca w finale: Haines, Woffinden, Mear, Auty
22. Finał: Bridger, Woffinden, Haines, Barker